# Tule-Kaweah Yokuts
Tule-Kaweah Yokuts, skupina srodnih polemena šire grupe Chukchansi Yokuts, porodica mariposan, naseljenih nekada uz rijeke Tule i Kaweah u Kaliforniji. Plemena ove skupine su Wükchamni, Bokninuwad, Yokod ili Yokol, Yaudanchi (Yaulanchi ili Nutaa)  i Gawia ili Kawia. Potomaka imaju na rezervatima u Kaliforniji.